# (9766) Bradbury
Pour les articles homonymes, voir Bradbury.
(9766) Bradbury est un astéroïde de la ceinture principale.

## Description
(9766) Bradbury est un astéroïde de la ceinture principale. Il fut découvert le 24 février 1992 à Kitt Peak par le projet Spacewatch. Il présente une orbite caractérisée par un demi-grand axe de 2,45 UA, une excentricité de 0,08 et une inclinaison de 1,3° par rapport à l'écliptique.

## Compléments